# Pere
Pere is een plaats (község) en gemeente in het Hongaarse comitaat Borsod-Abaúj-Zemplén. Pere telt 401 inwoners (2001).